# Río Hondo
Le río Hondo est un cours d'eau d'Amérique centrale d'environ 209 kilomètres de long. Il s'écoule dans une direction générale sud-nord puis se jette dans la baie de Chetumal, qui débouche sur la mer des Caraïbes. La plus grande partie de son cours sert de frontière entre le Belize et le Mexique.
C'est aussi le nom d'un petit fleuve de Cuba qui s'écoule lui aussi dans la mer des Caraïbes.

## Géographie
Le río Hondo est formé par la confluence du río Azul appelé à Belize Blue Creek dont les sources se situent dans les sierras du Guatemala et qui forme lui aussi une partie de la frontière entre le Mexique et Belize et, du río Bravo  ou Chanchich provenant du Belize bien que ses sources soient elles aussi situées au Guatemala. La rencontre de ces deux rivières s'effectue à proximité de La Unión, une bourgade de l'État mexicain de Quintana Roo. et de Blue Creek Village à Belize. Le cours d'eau coule ensuite en direction du Nord traversant les localités de Subteniente López au Mexique et Santa Elena au Belize et se jette enfin dans la baie de Chetumal à proximité de la capitale du Quintana Roo, Chetumal. 
Le río Hondo est le plus important cours d'eau superficiel permanent de la région, en effet les sols calcaires de la péninsule du Yucatán sont très perméables et absorbent les eaux qui forment alors des rivières souterraines et des cénotes, forme locale des dolines. C'est pourquoi ce cours d'eau a acquis une importance capitale dans l'histoire de la région en tant que source d'eau douce mais surtout comme axe de pénétration en direction de l'intérieur des terres, devenant un élément clé pour le développement du Sud du Quintana Roo comme du Nord de Belize et ce du temps même de la civilisation maya comme le démontre la présence de multiples sites archéologiques à proximité du río.
Cette importance transparait dans l'hymne national de Belize : le río Hondo y est mentionné dans une strophe, Land of the Free où il est cité :

« Our fathers, the Baymen, valiant and bold
Drove back the invader; this heritage hold
From proud Rio Hondo to old Sarstoon,
Through coral isle, over blue lagoon »